# اورتون (چشر)
اورتون (به انگلیسی: Overton) یک روستا و محله مدنی در بریتانیا است که در چشر غربی و چستر واقع شده‌است. اورتون ۶۸ نفر جمعیت دارد.